# Canegrate (stacja kolejowa)
Canegrate (wł: Stazione di Canegrate) – stacja kolejowa w Canegrate, w regionie Lombardia, we Włoszech. Znajdują się tu 2 perony. Znajduje się w piazzale della Stazione, w pobliżu centrum Canegrate w pobliżu kościoła parafialnego.
Jest zarządzana przez Rete Ferroviaria Italiana.

## Historia
Otwarcie stacja nastąpiło 20 grudnia 1860, kiedy otwarto odcinek linii Rho-Gallarate.
W latach osiemdziesiątych został otwarty parking.